# 서리

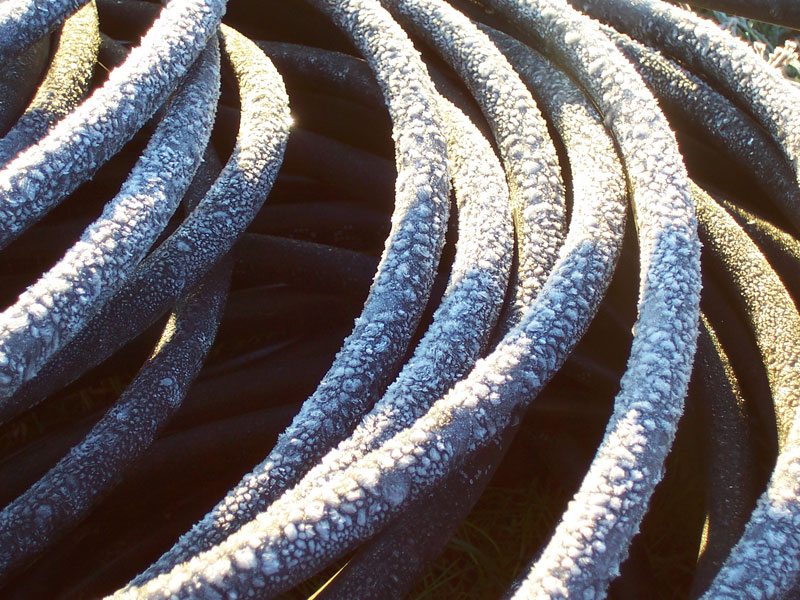
검정 파이프에 내린 서리

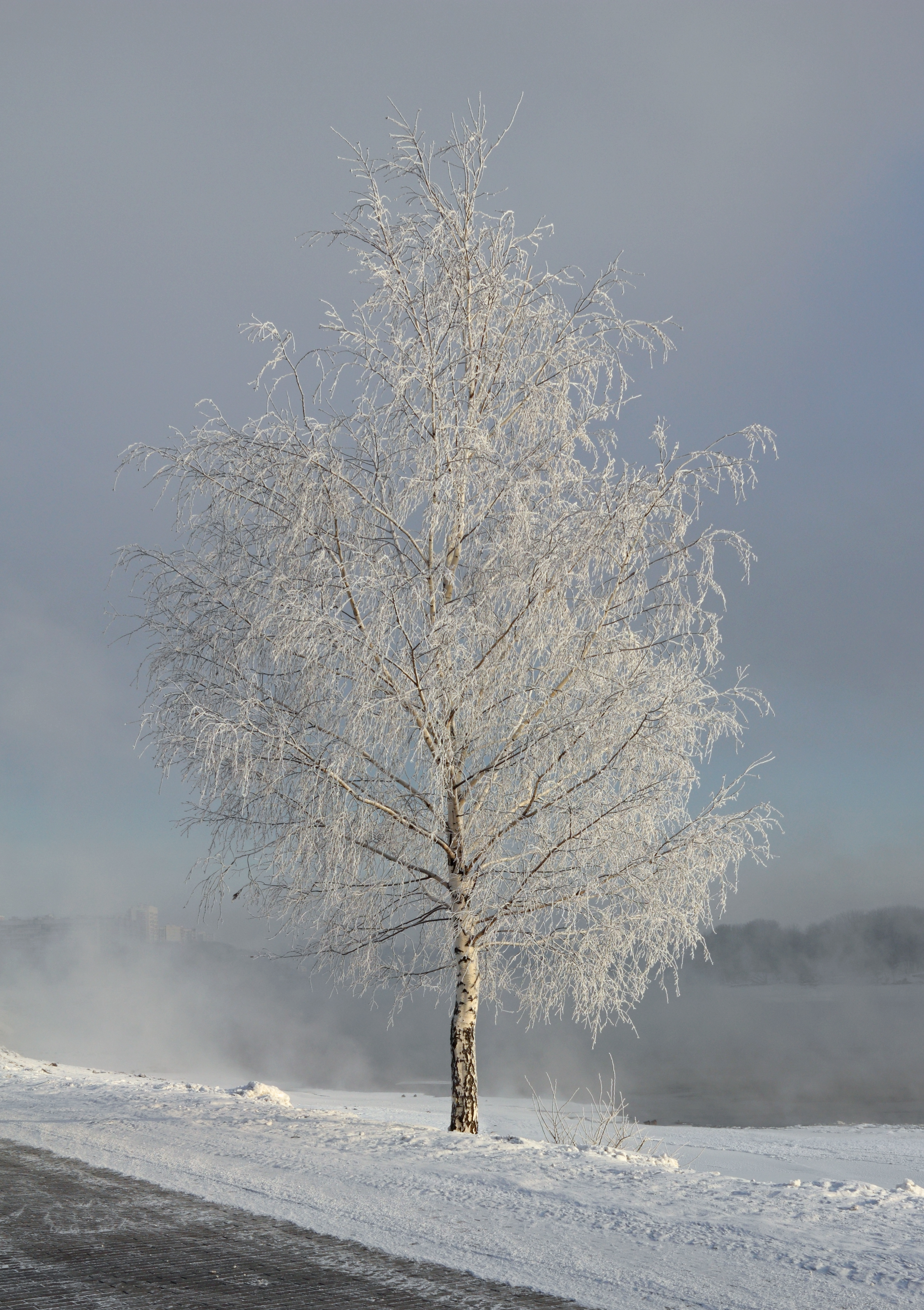
나무에 내린 서리

서리는 포화 기체의 수증기가 얼음으로 증착된 것이다. 기온이 이슬점 아래로 떨어지는 차갑고 구름이 없는 밤에 형성된다. 낮에는 지표면이 태양에서 열을 흡수하지만, 해가 지면 땅은 식기 시작한다. 맑은날 밤에는 지표면에서 방출된 열을 흡수하여 이를 다시 방출하는 구름이 없기 때문에 구름낀 밤보다 기온이 더욱 크게 떨어진다. 기온이 0 °C 아래로 떨어지면 이슬 방울의 일부가 언다. 주변에 있는 이슬 방울이 증발해 수증기가 엉겨붙으면, 얼음 방울의 크기가 커져 서리 결정이 된다. 어는점 아래의 온도에서 수증기는 처음으로 이슬 방울이 되지 않고 바로 서리 결정이 되기도 한다.
농작물에 서리가 내리면 조직이 얼어붙어 파괴되는 냉해 피해를 입는 경우도 있다. 건물 관점에서 볼 때 겨울철 건물 안에 있는 공기의 수증기가 직접 승화하여 유리에 얼어붙어서 고사리 잎과 같은 아름다운 모양을 나타낸다. 건물 안과 밖의 기온차가 클수록 결정이 잘 발달한다.

## 흰서리
흰서리는 복사 냉각된 지면에 생긴 얇은 얼음 결정이다. 언 서리들이 응집되어 생기기도 하고, 부분적으로는 빙점온도 이하의 수증기로부터 직접 형성되기도 한다.

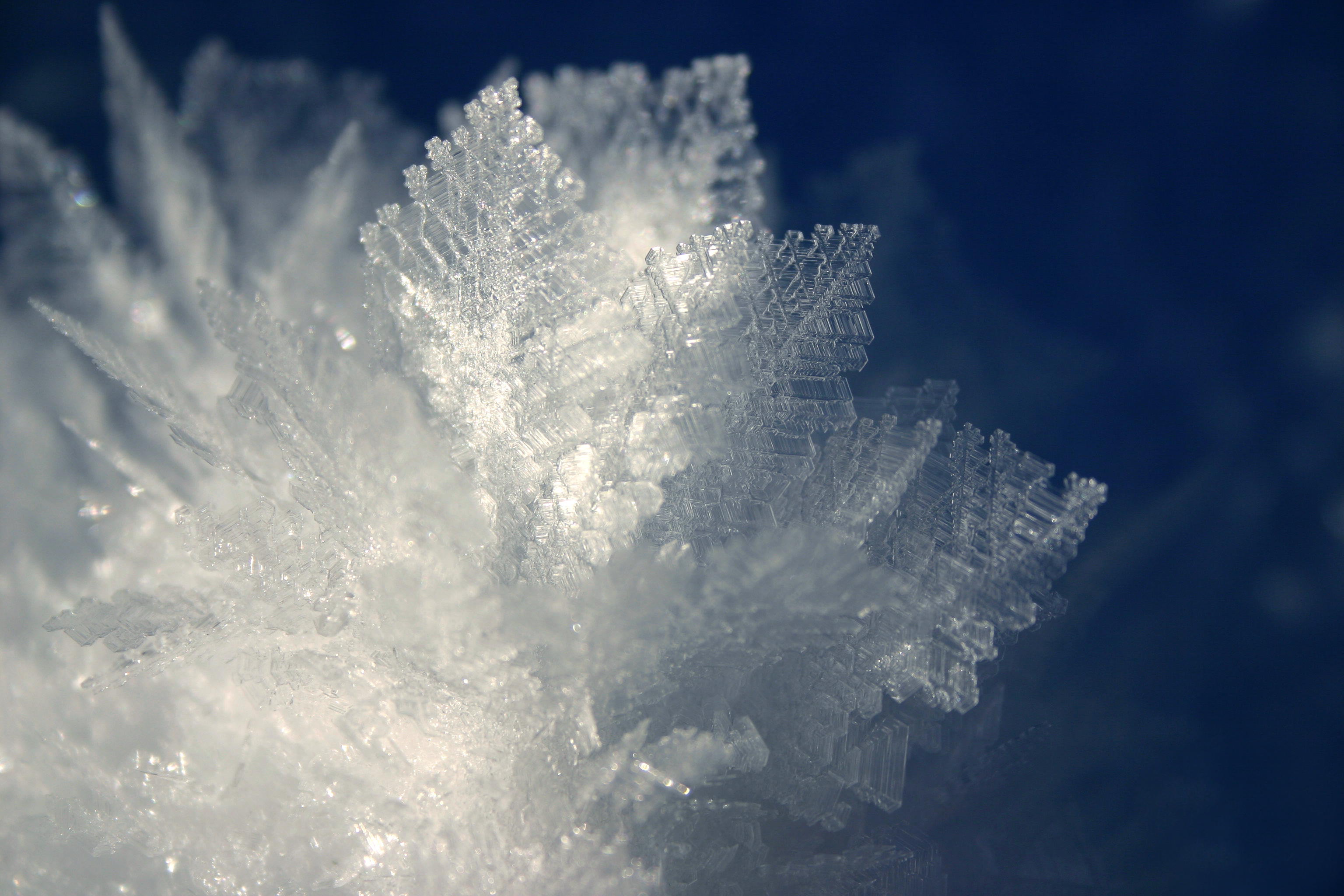
서리 결정의 확대 사진.

## 사진

서리
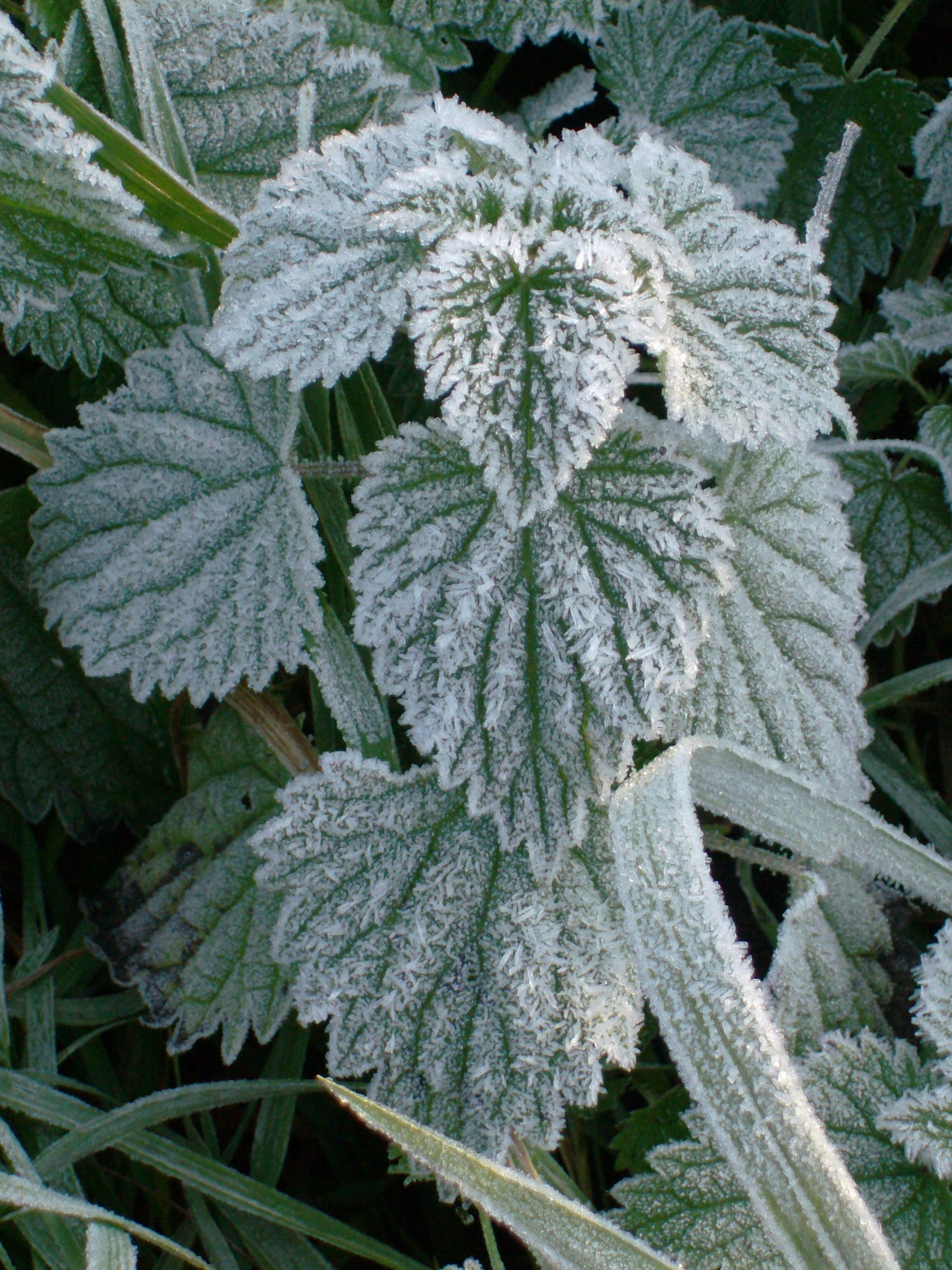
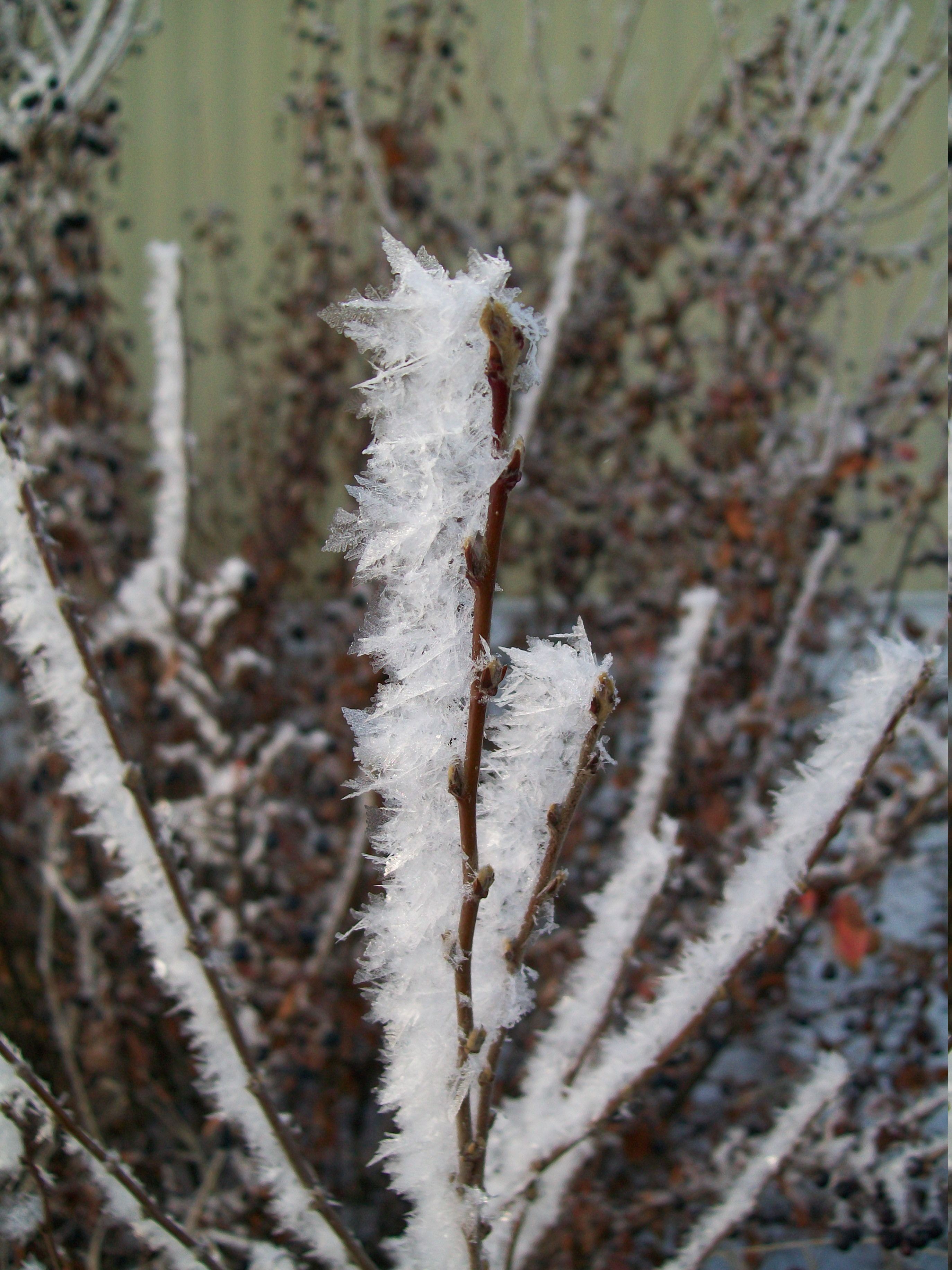
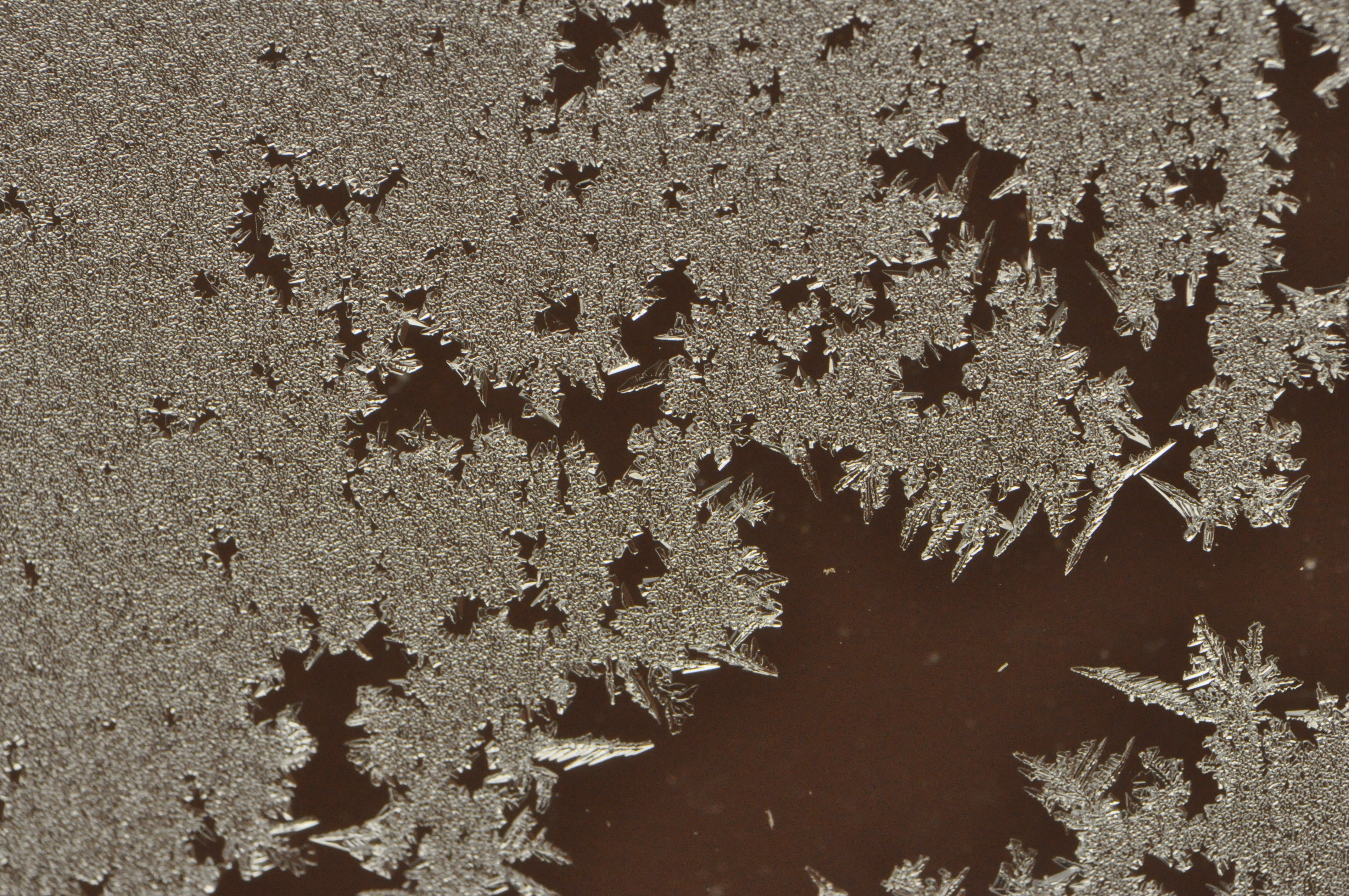
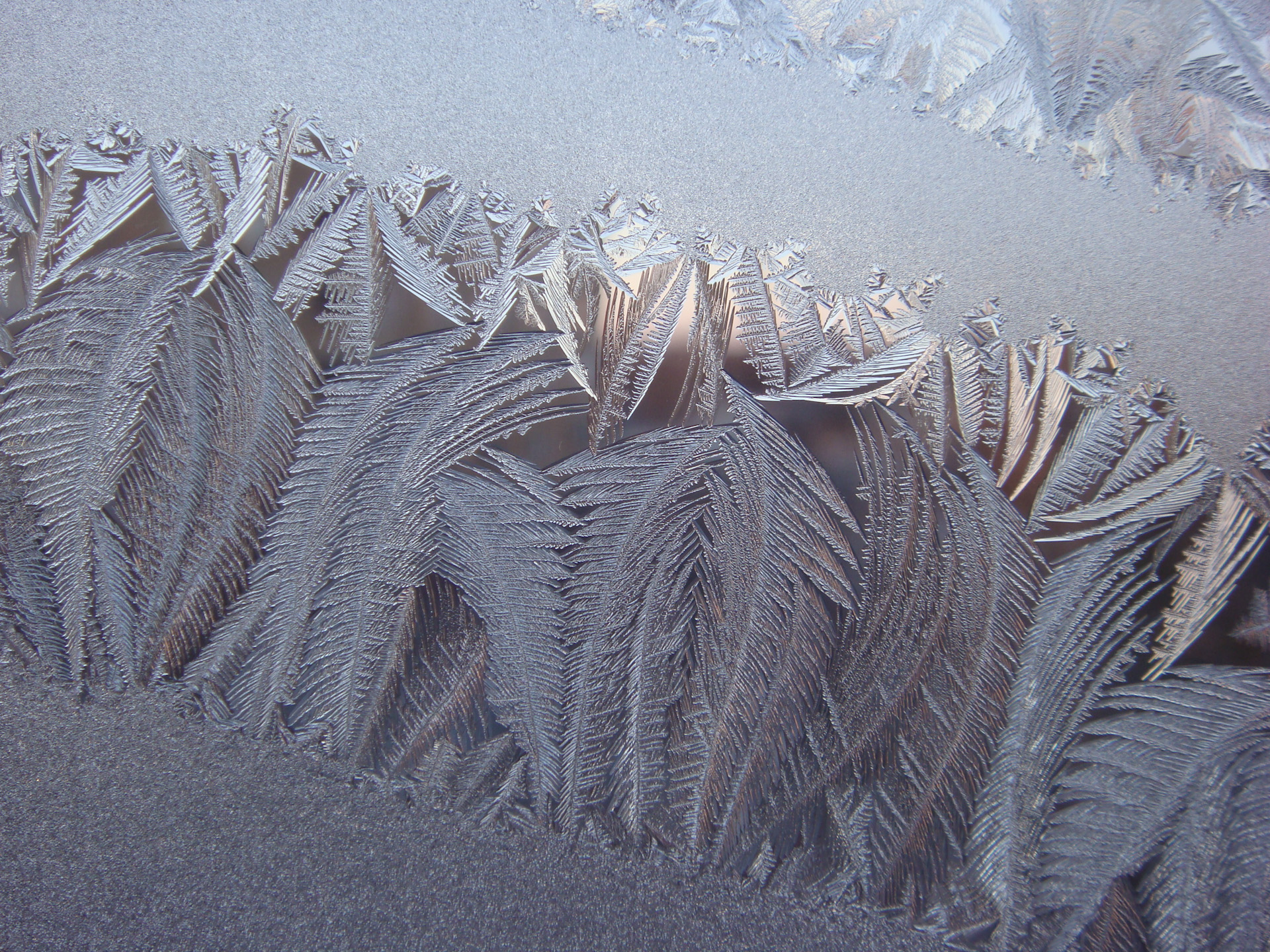
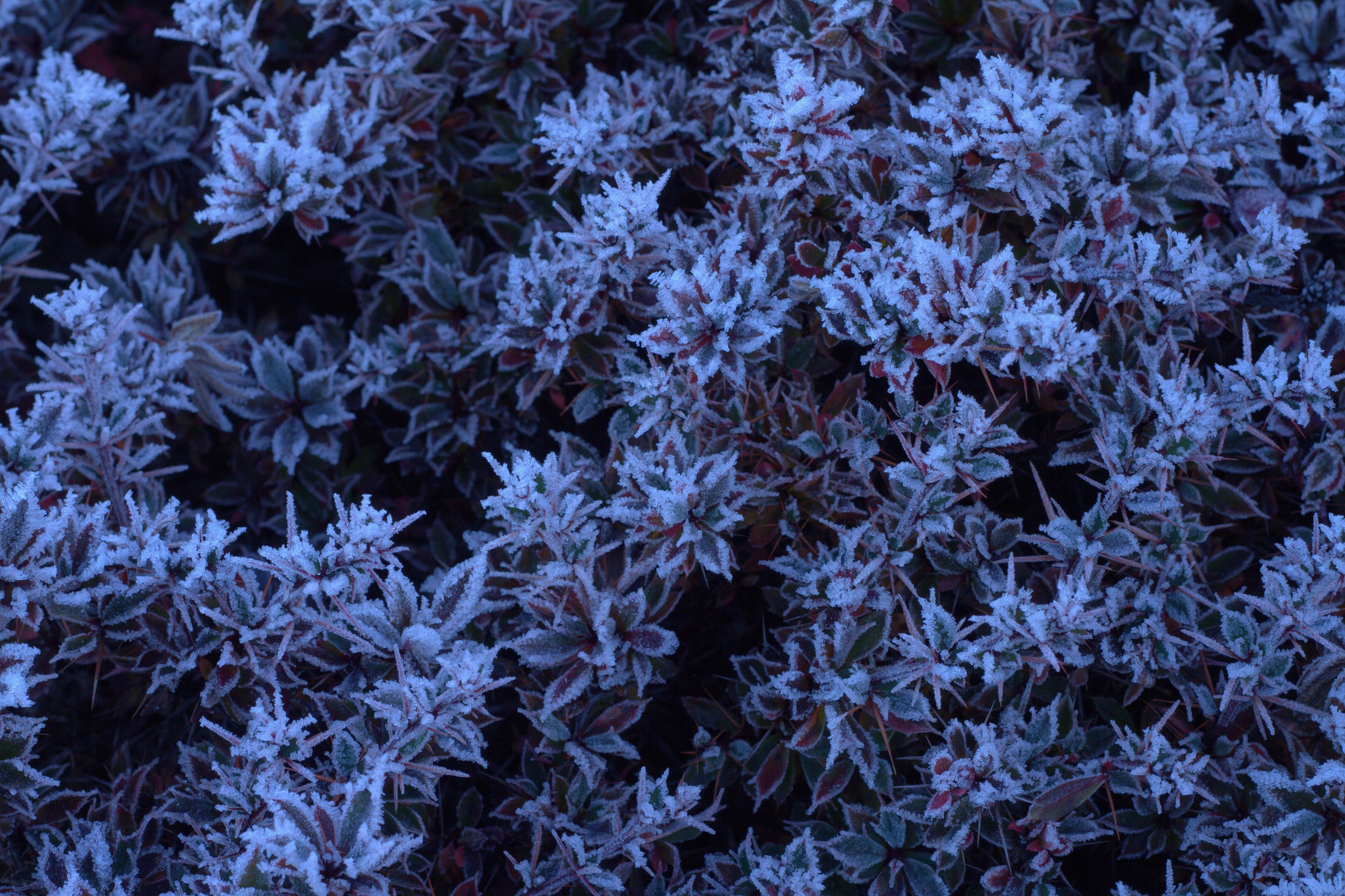
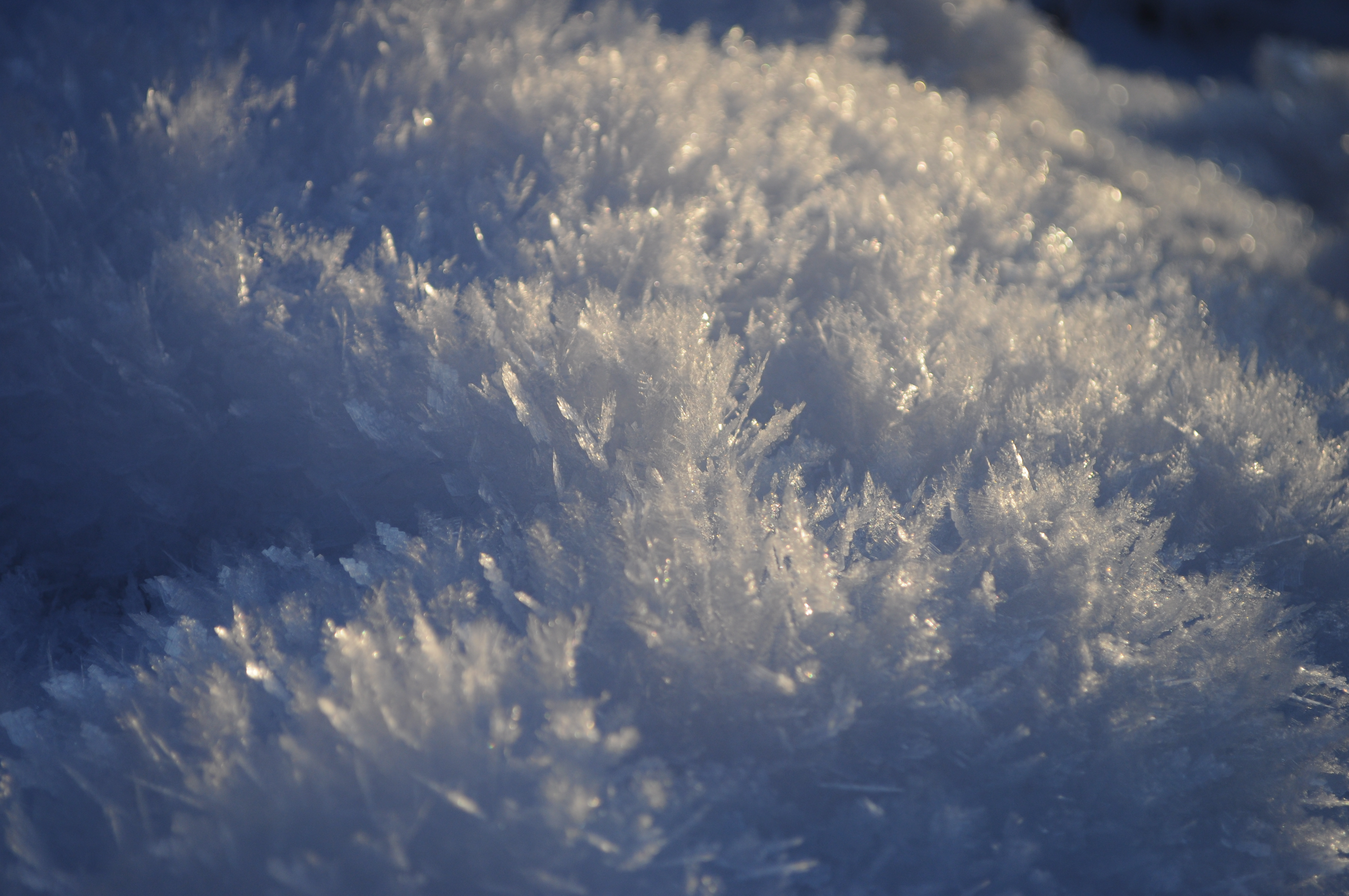
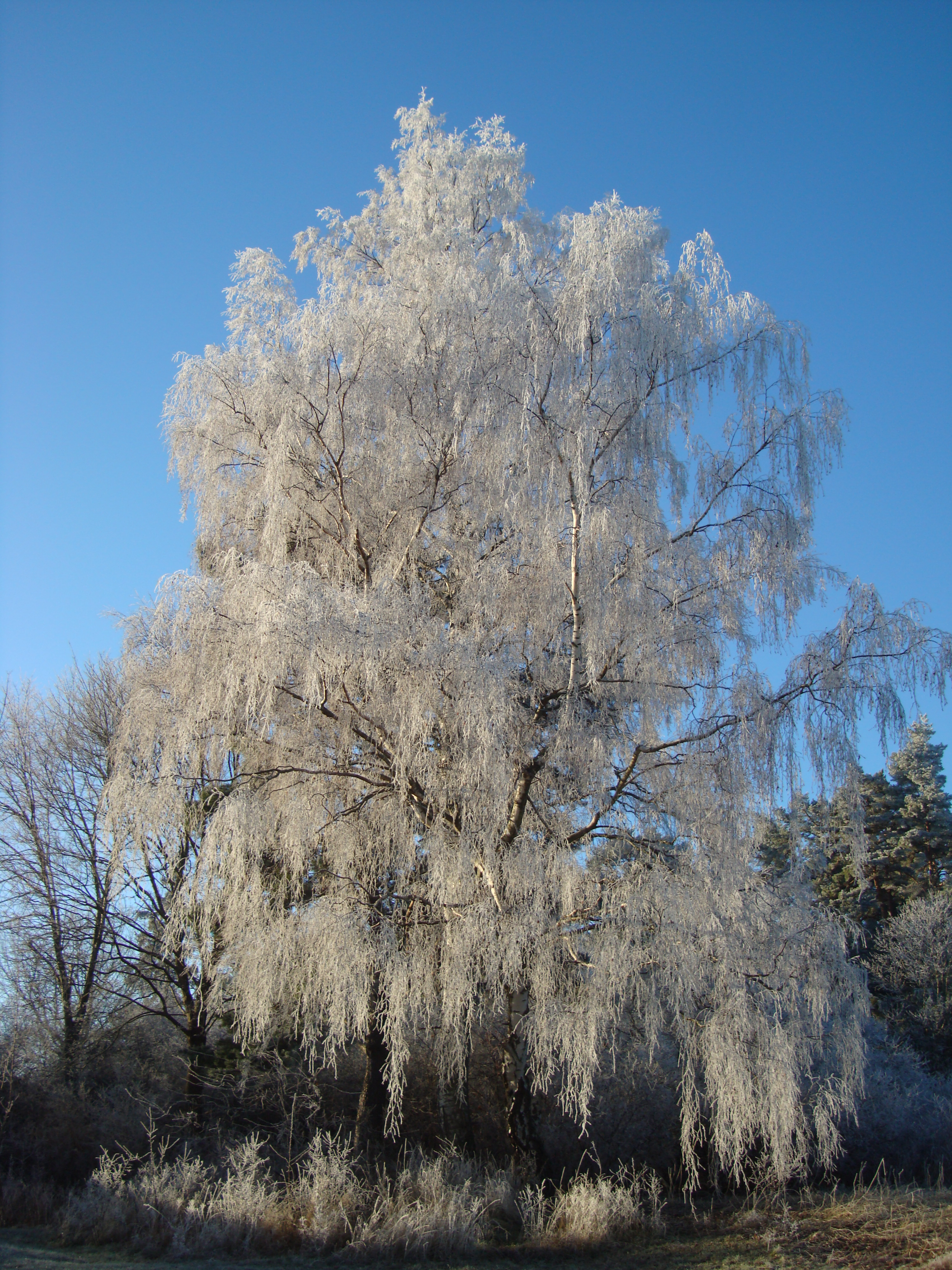
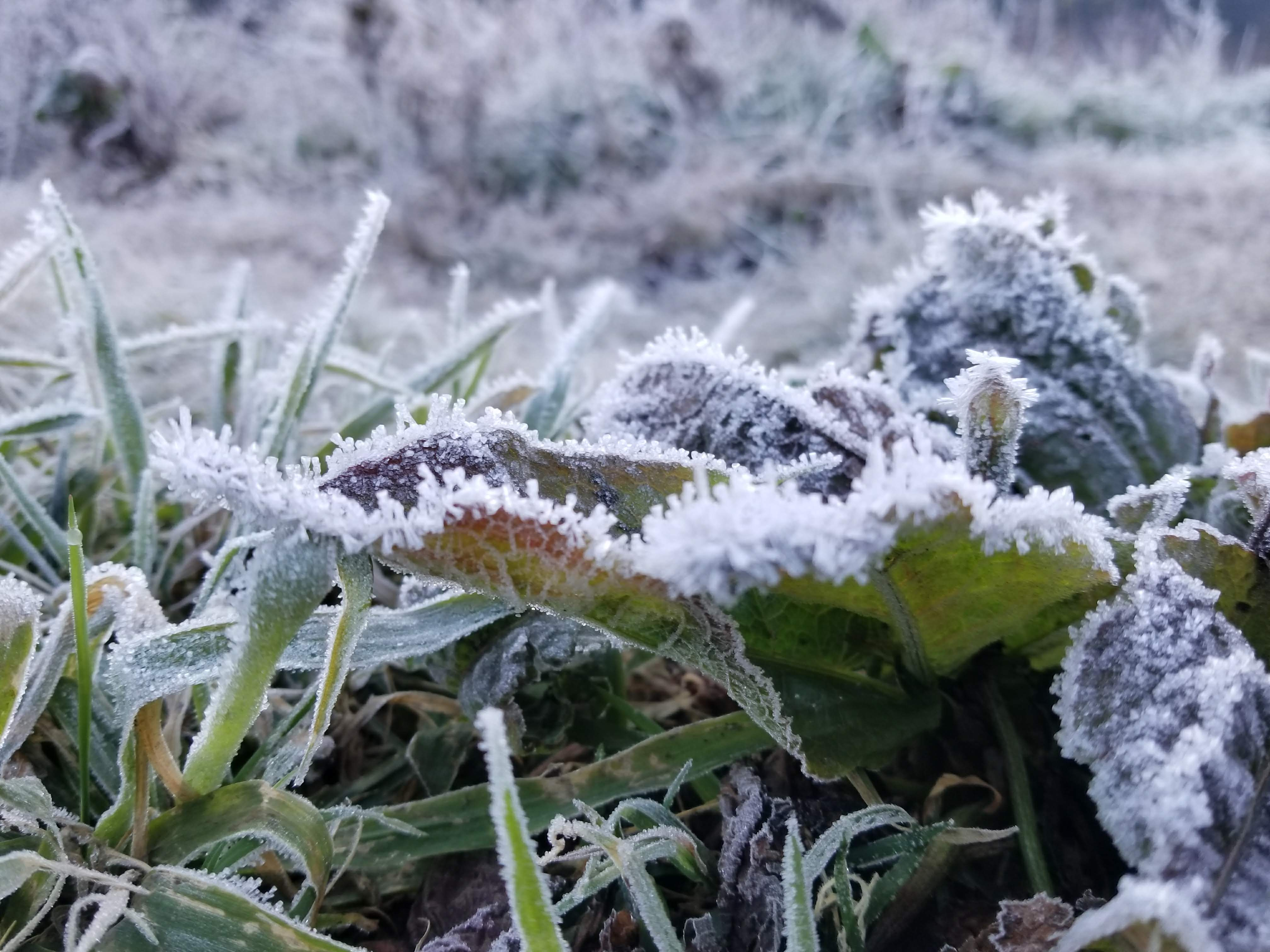
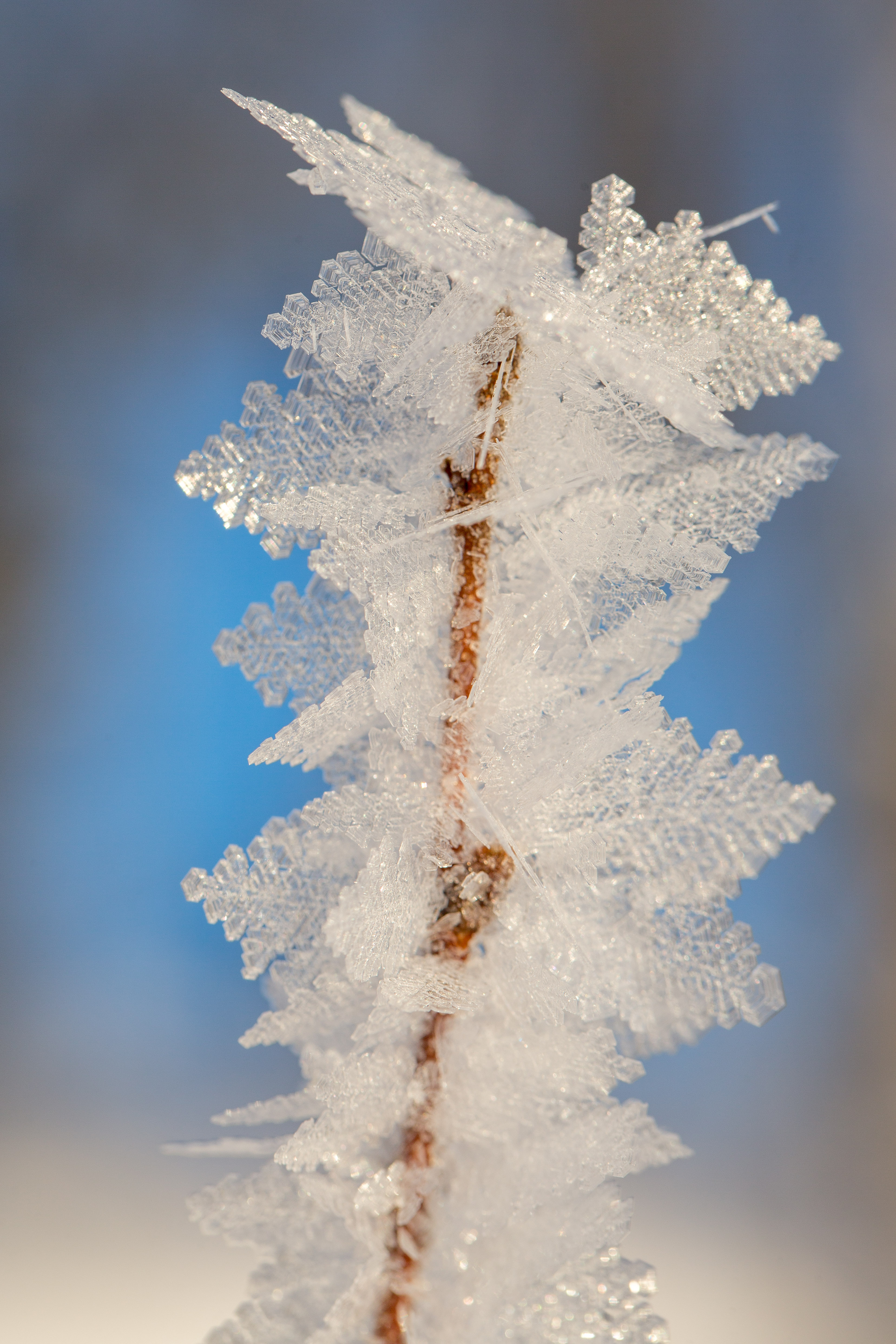
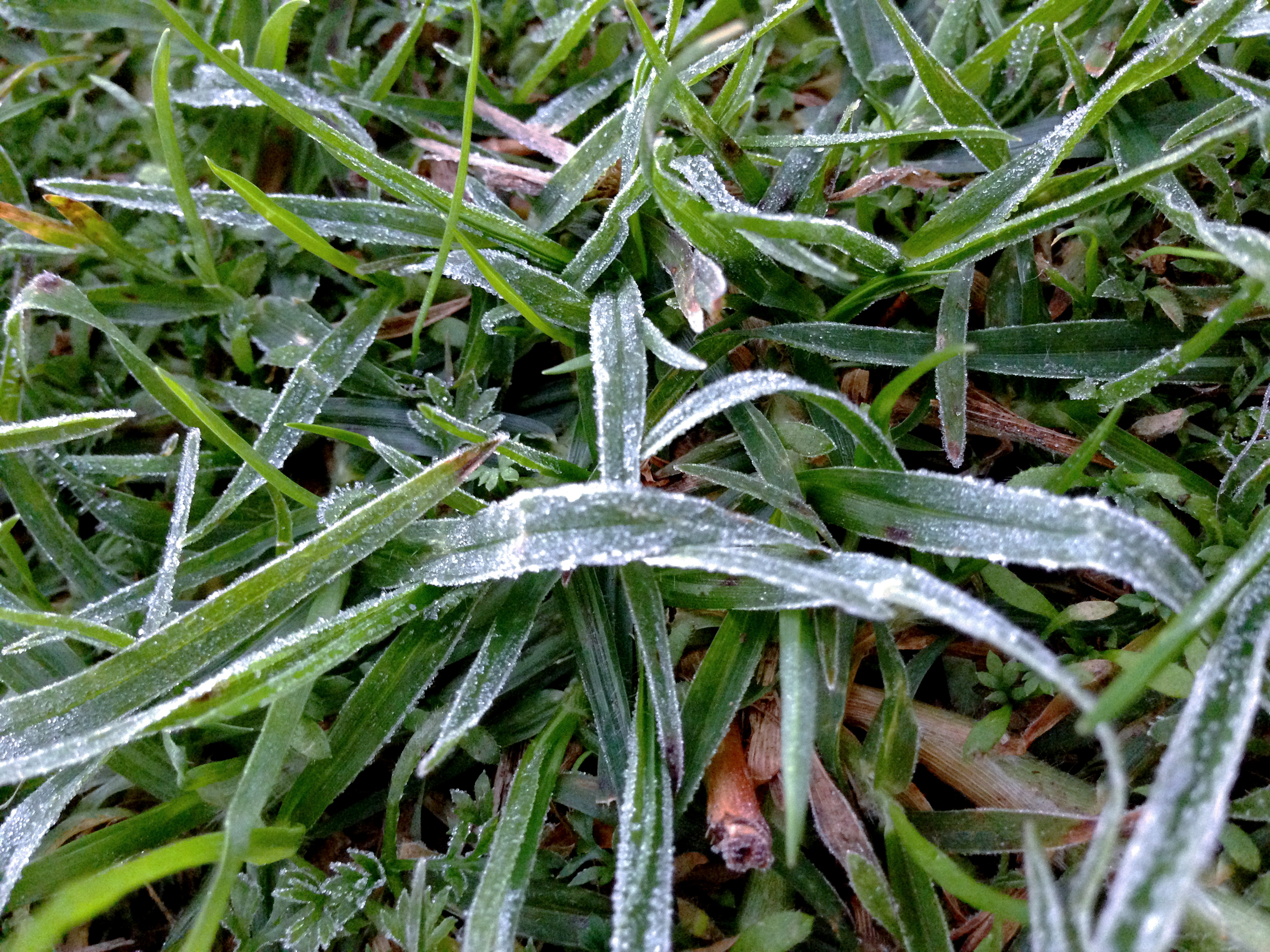
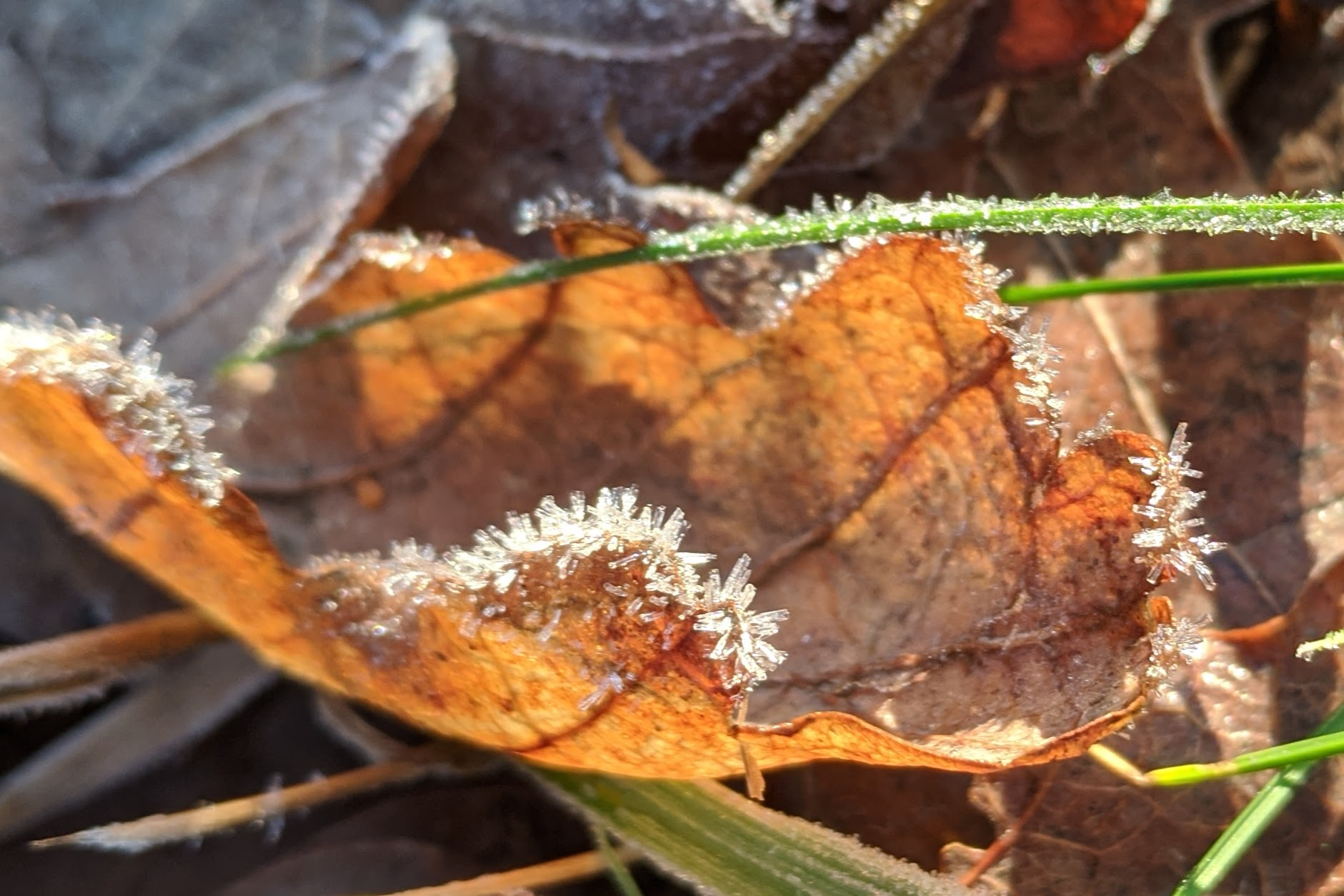

## 같이 보기
- 서릿발
- 상고대